# Список епізодів «Містер Бін: Мультсеріал».
Це список епізодів «Містер Бін: Мультсеріал», британського анімаційного комедійного телесеріалу, створеного Tiger Aspect Productions для ITV і CITV і заснованого на оригінальному однойменному ситкомі, створеному Роуеном Аткінсоном у головній ролі. Прем'єра відбулася 5 січня 2002 року.
22 січня 2014 року CITV оголосив про відновлення серіалу з Аткінсоном, який повторить свою роль Біна, а також іншими учасниками акторського складу, які повторять свої ролі. 52 нові епізоди вийшли в ефір з 16 лютого 2015 року по 10 березня 2016 року.
6 лютого 2018 року CITV оголосив про п'яту серію шоу, яка складається з 26 епізодів. Прем'єра серії 5 відбулася 9 квітня 2019 року на CITV, а також на каналах Turner у всьому світі.
Здебільшого перші 3 серії дублюються як «1 сезон», а останні 2 серії — як «2 сезон» і «3 сезон».
4 січня 2024 року компанія Tiger Aspect Productions оголосила, що 4 сезон, що складається з 52 епізодів, розпочнеться в ефірі з нагоди 35-річчя першого епізоду в прямому ефірі в 2025 році.
На даний момент анімаційний серіал нараховує 130 серій (104 загальних і 26 спеціальних), тоді як оригінальний серіал під назвою «Містер Бін» містить лише 15 серій.

## Огляд серії
| Сезон       | Епізоди     | Епізоди     | Оригінальний показ | Оригінальний показ |
| Сезон       | Епізоди     | Епізоди     | Перший показ       | Останній показ     |
| ----------- | ----------- | ----------- | ------------------ | ------------------ |
| 1           | 18          | 18          | 5 січня 2002       | 26 березня 2002    |
| 2           | 16          | 16          | 16 лютого 2003     | 5 квітня 2003      |
| 3           | 18          | 18          | 6 травня 2004      | 2 червня 2004      |
| 4           | 52          | 52          | 16 лютого 2015     | 10 березня 2016    |
| Спец. серії | Спец. серії | Спец. серії | 30 жовтня 2018     | 30 жовтня 2018     |
| 5           | 26          | 26          | 9 квітня 2019      | 8 жовтня 2019      |
| 6           | 52          | 52          | 2025               | TBA                |

## Список епізодів

### Сезон 1 (2002)
| Номер епізоду | Назва                   | Режисер          | Сценарист      | Допоміжний режисер | Дата виходу    | Короткий опис |
| ------------- | ----------------------- | ---------------- | -------------- | ------------------ | -------------- | --- |
| 1             | У Дикому                | Річард Пурдум    | Робін Дрісколл | Річард Пурдум      | 5 січня 2002   | Побачивши фотографа, який фотографує дику природу по телебаченню, Містер Бін вирішує стати фотографом, але в процесі йому стає важко фотографувати тварин через різні курйозні обставини. |
| 2             | Викрадений Тедді        | Міклош Варга     | Робін Дрісколл | Каталин Бросс      | 5 січня 2002   | Тедді викрадений бандою злодіїв, які вкрали всіх ведмедиків по Лондону. Містер Бін відстежує їх, руйнує їх плани та повертає Тедді та інших ведмедиків їх власникам. |
| 3             | Без Парковки            | Каталин Море     | Джон Кантер    | Дін Робертс        | 5 січня 2002   | Містер Бін хоче піти в кіно на фільм «Титанік», але має великі проблеми з пошуком місця для паркування. Врешті-решт, Бін нарешті паркує свій Mini, але, прийшовши до кінотеатру, виявляє, що фільм вже закінчується, засмучуючи його. Примітка: в цьому епізоді у автомобіля Reliant Supervan номер реєстрації був A 631 LDE, хоча зазвичай він має номер реєстрації DUW 742[значущість факту?]. |
| 4             | Нагорода для Біна       | Каталин Море     | Робін Дрісколл | Тревор Рікеттс     | 5 січня 2002   | Копаючи скарб, Містер Бін створює свій власний металошукач та йде шукати скарби, але безуспішно. Коли він нарешті знаходить скарб і приносить його до своєї квартири, пара злодіїв його переслідує, зводить його і зв'язує, але пані Вікет стикається з ними, а поліція арештовує злочинців. Однак пані Вікет і Скрепер також були заарештовані, оскільки маска з глини пані Вікет схожа на маску злодія. Примітка: це перше появлення пані Вікет і її кота Скрепера. |
| 5             | Мімічні Ігри            | Міклош Варга     | Робін Дрісколл | Дін Робертс        | 12 січня 2002  | Оскільки Бін не платить урочистому міму в парку, мім стежить за Містером Біном, коли той не дивиться, і ламає статую Місіс Вікет. Зрештою Бін виграє в міма, викрадає чоловіка, який прикидається срібною статуєю, і використовує його, щоб замінити розбиту водяну статую. |
| 6             | Велике Прибирання       | Міклош Варга     | Ендрю Кліффорд | Тревор Рікеттс     | 12 січня 2002  | Бін прибирає свою квартиру, повну безладу, під час весняного прибирання. Він йде в душ, але після виходу з ванни він випадково ковзає на шматочку мила та влітає в пилосос, що призводить до його вибуху і повторного забруднення квартири. Він намагається знову прийняти ванну, але оскільки немає гарячої води, він намагається вкрасти її у сусіда, використавши шампунь, який пофарбував його в зелений колір. Зрештою Бін намагається прийняти ванну в душі пані Вікет, поки та в місті, але кладе занадто багато порошку для прання в машину, що призводить до вибуху і наповнення всієї будівлі мильними бульбашками. |
| 7             | День Народження Ведмедя | Міхай Сікур      | Стівен Пауелл  | Кріс Батлер        | 19 січня 2002  | На день народження Тедді Містер Бін вирішує запросити свою дівчину Ірму Гобб на вечірку до Тедді. Однак Ірма стає незадоволеною та невпевненою на вечірці через нечесну гру Біна. Ввечері Бін показує Ірмі феєрверк, і вона відчуває себе краще. |
| 8             | Таємниця                | Міклош Варга     | Робін Дрісколл | Арна Сельзнік      | 19 січня 2002  | Крокетна гра пані Вікет переривається кротом-порушником. Містер Бін намагається від нього позбутися, але безуспішно, доки йому не вдалося його схопити. Пані Вікет велить Біну вбити його крокетним молотком, але Бін, маючи співчуття, вирішує не вбивати його, а покласти його в банку і випустити на волю. |
| 9             | Дорожні Роботи          | Андрей Ігнатенко | Лі Корнс       | Кріс Батлер        | 26 січня 2002  | Містер Бін намагається розслабитися, але ремонт дороги заважає йому через шум і тремтіння всієї його квартири. Після численних невдалих спроб відволікти робітників він нарешті привертає їх увагу, пропонуючи їм їжу, але не помічає пари з тріщини в трубі. Коли Бін запалює свічу в своєму кошику з їжею, не зважаючи на їх попередження, труба вибухає і Бін потрапляє в лікарню. |
| 10            | Диван                   | Міклош Варга     | Ендрю Кліффорд | Андрей Колпін      | 26 січня 2002  | Під час перегляду телевізора з Тедді містер Бін знаходить пульт усередині дивана, внаслідок чого з його дивана вистрибують безліч пружин. Він планує купити новий диван, але не може дозволити собі витратити 300 фунтів стерлінгів. Згодом він вирішує влаштувати гаражний розпродаж, але без видимої причини всі його речі забирає збирач сміття, поки він рятує Тедді від розпещеної маленької дівчинки. Зрештою він продає перехожому марку за 300 фунтів і нарешті купує диван. На жаль, Бін розуміє, що його пульт від телевізора все ще перебуває всередині старого дивана, і повертається до антикварного магазину, де покинув його, але потім розуміє, що його продали водієві Reliant Supervan. Бін переслідує водія, щоб забрати свій пульт, але, про що Бін не знає, власник уже забрав пульт і продає його за 10 пенсів. |
| 11            | Скарби!                 | Каталин Море     | Тоні Хейс      | Тревор Рікеттс     | 3 лютого 2002  | Залишивши пазл на горищі місіс Вікет незавершеним через відсутність частинки головоломки, містер Бін вирушає на ретельно продумане полювання на скарби, що розпочинається всередині каміна місіс Вікет і закінчується в невеличкій хатинці в парку. Прийшовши до хатини, Бін знаходить ключ, біжить додому, відкриває ключем коробку з останнім шматочком головоломки і радісно завершує пазл. |
| 12            | Бездомний               | Андрей Ігнатенко | Робін Дрісколл | Шерон Сміт         | 3 лютого 2002  | Після спроби зупинити лунатизм місіс Вікет, містера Біна виганяють із квартири, і він шукає новий дім. Він переглядає оголошення деяких кімнат у газеті, але безрезультатно. Коли Бін бачить, що його кімната здається в оренду, він вирішує замаскуватися, щоб повернутися. Коли місіс Вікет знову уві сні приходить у його кімнату, він несе її назад у кімнату, але вона прокидається і панікує. Бін викриває себе, прикидаючись, що нападає на «викрадача» і викидає його з вікна. Думаючи, що Бін врятував її, місіс Вікет дозволяє йому знову жити в неї. |
| 13            | Нова Делікатеска        | Каталин Море     | Робін Дрісколл | Тревор Рікеттс     | 10 лютого 2002 | Місіс Вікет захворіла, а містер Бін симулює травму в надії отримати собі розкішне перебування в лікарні, як це зробила місіс Вікет. На жаль, це не спрацювало, і медсестра відрізняється від тієї, яку уявляв собі Бін. Коли медсестра перевіряє Біна на рентгені, вона бачить на знімку Тедді, якого Бін ховає з собою після того, як дізнається, що плюшеві ведмедики заборонені в лікарні, думаючи, що він проковтнув його і кладе на операцію. Бін намагається втекти на інвалідному візку, а медсестра переслідує його, поки він випадково не падає в зламаний ліфт, що призводить до серйозної травми. Незважаючи на це, врешті-решт він отримує розкішні умови перебування в лікарні із тією ж медсестрою, яка піклується про нього, і з живою музикою, як він і хотів.                                                        |
| 14            | Замовлення              | Андрій Ігнатенко | Тоні Хейс      | Тревор Рікеттс     | 10 лютого 2002 | Містер Бін вирішує вирушити на вечірку, організовану пані Вікет. Він випадково ламає її новий горщик і вирішує купити новий. Бін оформлює замовлення, але через неполадки в системі служби доставки, горщик доставляють в магазин. Коли він повертається додому, пані Вікет знову розгнівана через те, що вона не може розпакувати його горщик. Він намагається врятувати ситуацію, але безуспішно. |
| 15            | Знущання                | Міклош Варга     | Тоні Хейс      | Андрей Колпін      | 17 лютого 2002 | Містер Бін стає свідком як пані Вікет сміється з витівок свого гомонливого кота Скрепера, через це він вирішує знущатися з неї. Він жартує кілька разів, після чого Скрепер перестає гомоніти, що робить його щасливим. Пані Вікет, побачивши вибух щастя Скрепера, розуміє, що це був виняток і не більше. Примітка: Вперше Бін звертається до Скрепера за ім'ям, яке він не використовував раніше. |
| 16            | Гардероб                | Міклош Варга     | Лі Корнс       | Тревор Рікеттс     | 17 лютого 2002 | Містер Бін вирішує скупитися в торговому центрі, але залишає свої речі у місці, де він купував речі, і згодом переодягається, використовуючи найбільший гардероб. Він потрапляє в гардероб разом із злочинцями, які використовують його, щоб пограбувати магазин, і використовують його, щоб втекти від поліції. |
| 17            | Турбіна                 | Каталин Море     | Тоні Хейс      | Дін Робертс        | 24 лютого 2002 | Містер Бін вирішує зіграти в гольф у торговому центрі, використовуючи свою вантажівку з великою турбіною. Він грає в гольф в коридорах торгового центру, завдаючи шкоди іншим магазинам. Після того, як його зупиняють, він вирішує вирушити в далекий гольф-клуб, де він продовжує свою гру в нестандартний спосіб, завдаючи шкоди іншим гравцям. |
| 18            | Розумне Телебачення     | Міклош Варга     | Тоні Хейс      | Дін Робертс        | 24 лютого 2002 | Містер Бін вирішує придбати новий телевізор, але, не знаючи про різницю між «звичайним» і «розумним» телевізором, він вибирає останній і не може розібратися з його дивними функціями. Його намагання налаштувати телевізор призводять до курйозних ситуацій та комічних моментів. |